# Merey (Eure)
Merey és un municipi francès al departament de l'Eure i a la regió de Normandia. L'any 2007 tenia 289 habitants.

## Ús dels sol

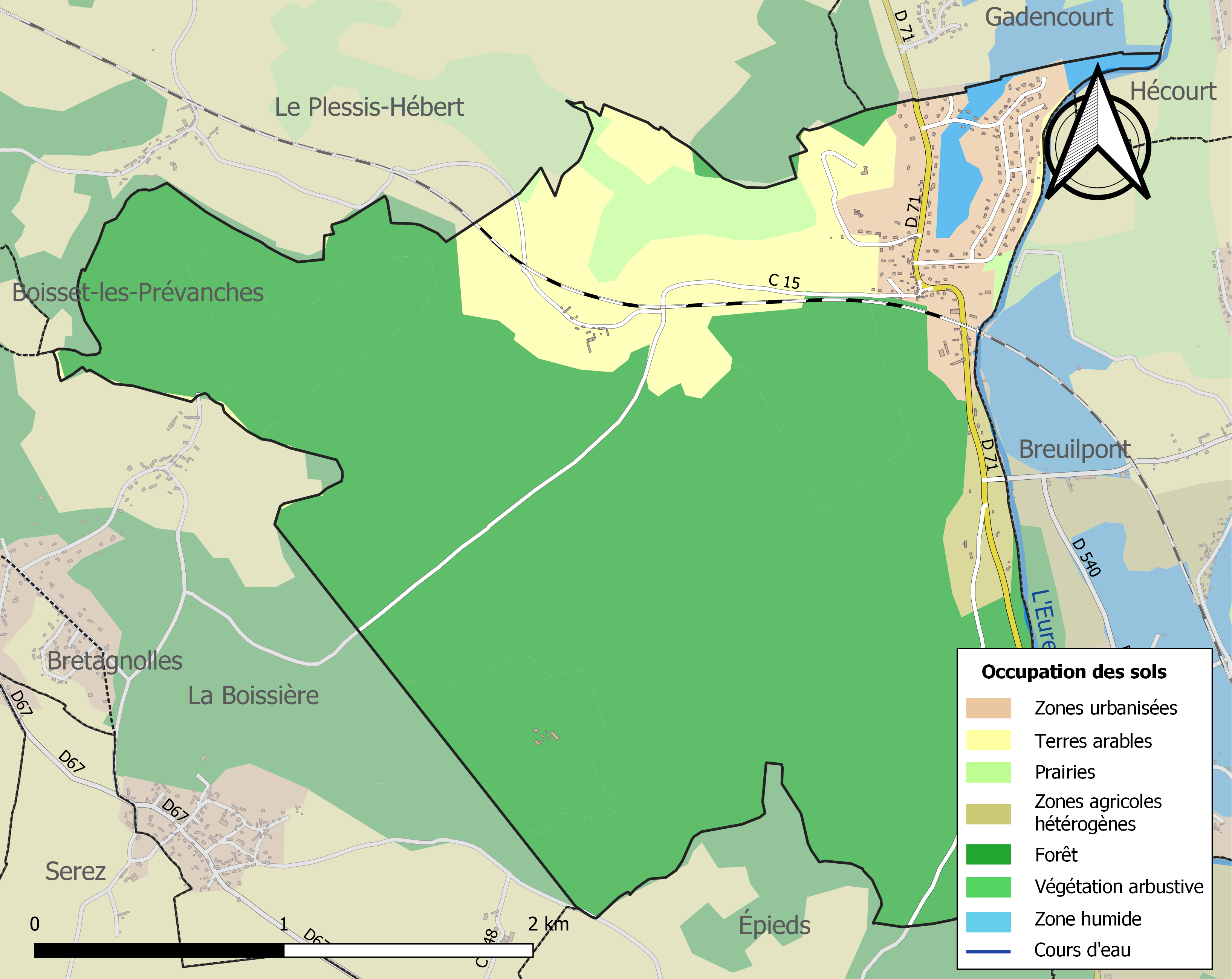
Mapa d'infraestructures i usos del sòl del municipi l'any 2018 (CLC).

Merey és un municipi rural, car és un dels municipis de densitat baixa o molt baixa, en el sentit de la quadrícula de densitat municipal de l'INSEE.
A banda la comuna forma part de la zona d'atracció de París, de la qual és una comuna de la corona. Aquesta àrea inclou 1.929 comunes.
La cobertura del sòl del municipi, tal com es desprèn de la base de dades europea de cobertura biofísica del sòl CORINE Land Cover (CLC), està marcada per la importància dels boscos i dels medis seminaturals (74,4% el 2018), una proporció substancialment equivalent a la de 1990 (74,8%). La distribució detallada l'any 2018 és la següent: boscos (74,4%), terres de conreu (11,2%), zones urbanitzades (5,9%), zones agrícoles heterogènies (4,1%), prats (3,1%), aigües continentals
L'IGN també ofereix una eina en línia per comparar l'evolució en el temps de l'ús del sòl al municipi (o territoris a diferents escales). S'hi poden accedir en forma de mapes o fotografies aèries diverses èpoques: la Carta Cassini (segle xviii), la carta d'état-major (1820-1866) i el període actual (des del 1950 a avui dia).

## Demografia

### Població
El 2007 la població de fet de Merey era de 289 persones. Hi havia 126 famílies de les quals 25 eren unipersonals (4 homes vivint sols i 21 dones vivint soles), 65 parelles sense fills, 32 parelles amb fills i 4 famílies monoparentals amb fills.
La població ha evolucionat segons el següent gràfic:

### Habitatges
El 2007 hi havia 186 habitatges, 128 eren l'habitatge principal de la família, 50 eren segones residències i 8 estaven desocupats. 175 eren cases i 10 eren apartaments. Dels 128 habitatges principals, 110 estaven ocupats pels seus propietaris, 16 estaven llogats i ocupats pels llogaters i 2 estaven cedits a títol gratuït; 4 tenien una cambra, 6 en tenien dues, 9 en tenien tres, 34 en tenien quatre i 75 en tenien cinc o més. 108 habitatges disposaven pel capbaix d'una plaça de pàrquing. A 49 habitatges hi havia un automòbil i a 74 n'hi havia dos o més.

### Piràmide de població
La piràmide de població per edats i sexe el 2009 era:
| Homes | Edats   | Dones |
| ----- | ------- | ----- |
| 0     | 95 o +  | 0     |
| 4     | 90 a 94 | 4     |
| 0     | 85 a 89 | 4     |
| 4     | 80 a 84 | 0     |
| 0     | 75 a 79 | 8     |
| 12    | 70 a 74 | 0     |
| 20    | 65 a 69 | 12    |
| 4     | 60 a 64 | 12    |
| 4     | 55 a 59 | 20    |
| 8     | 50 a 54 | 4     |
| 20    | 45 a 49 | 16    |
| 8     | 40 a 44 | 0     |
| 4     | 35 a 39 | 8     |
| 4     | 30 a 34 | 8     |
| 20    | 25 a 29 | 8     |
| 8     | 20 a 24 | 0     |
| 12    | 15 a 19 | 4     |
| 4     | 10 a 14 | 8     |
| 4     | 5 a 9   | 8     |
| 4     | 0 a 4   | 4     |

## Economia
El 2007 la població en edat de treballar era de 185 persones, 135 eren actives i 50 eren inactives. De les 135 persones actives 122 estaven ocupades (67 homes i 55 dones) i 12 estaven aturades (8 homes i 4 dones). De les 50 persones inactives 18 estaven jubilades, 14 estaven estudiant i 18 estaven classificades com a «altres inactius».

### Ingressos
El 2009 a Merey hi havia 143 unitats fiscals que integraven 328,5 persones, la mediana anual d'ingressos fiscals per persona era de 25.362 €.

### Activitats econòmiques
Dels 16 establiments que hi havia el 2007, 3 eren d'empreses de construcció, 2 d'empreses de comerç i reparació d'automòbils, 1 d'una empresa de transport, 1 d'una empresa d'hostatgeria i restauració, 1 d'una empresa immobiliària, 4 d'empreses de serveis, 1 d'una entitat de l'administració pública i 3 d'empreses classificades com a «altres activitats de serveis».
Dels 3 establiments de servei als particulars que hi havia el 2009, 1 era una lampisteria i 2 electricistes.

## Poblacions properes
El següent diagrama mostra les poblacions més properes.